# Gemeentelijke herindelingsverkiezingen in Nederland 1959
Gemeentelijke herindelingsverkiezingen in Nederland 1959 geeft informatie over tussentijdse verkiezingen voor een gemeenteraad in Nederland die gehouden werden in 1959.
De verkiezingen werden gehouden in zeven gemeenten die betrokken waren bij een grenswijzigings- of herindelingsoperatie.

## Verkiezingen op 1 juli 1959
- de gemeenten Maasniel en Roermond: samenvoeging tot een nieuwe gemeente Roermond.[2]

Door deze herindeling daalde het aantal gemeenten in Nederland per 1 augustus 1959 van 995 naar 994.

## Verkiezingen op 14 oktober 1959
- de gemeenten Scherpenzeel en Veenendaal: grenswijziging.[4]

## Verkiezingen op 2 december 1959
- de gemeenten Hellevoetsluis, Nieuw-Helvoet en Nieuwenhoorn: samenvoeging tot een nieuwe gemeente Hellevoetsluis.[5]

Door deze herindeling daalde het aantal gemeenten in Nederland per 1 januari 1960 van 994 naar 992.